# 波士顿公园
波士顿公园（英語：Boston Common）是美国波士顿市中心的一个公园，创建于1634年，是美国最古老的城市公园之一。波士顿公园占地20公顷，周围是特莱蒙街（Tremont Street）、公园街（Park Street）、灯塔街（Beacon Street）、查尔斯街（Charles Street）和博伊尔斯顿街（Boylston Street），北侧为灯塔山。波士顿公园是绿宝石项链的一部分，绿宝石项链从波士顿公园向南延伸到罗克斯伯（Roxbury）的富兰克林公园（Franklin Park）。
中央墓地位于波士顿公园得博伊尔斯顿街一侧。埋葬在此的塞缪尔·斯普拉格参与了波士顿茶叶事件和美国独立战争，他的儿子查尔斯·斯普拉格则是美国最早的诗人之一。

## 历史
在革命以前，波士顿公园曾用做英军军营。1817年以前，这里的一棵大橡树曾用来执行绞刑。1660年，贵格会信徒玛丽·戴尔在此被绞死。
1713年5月19日，200人因粮食短缺在公园暴动。他们攻击船只和富商安德鲁卑的仓库，因为他将粮食出口到加勒比，牟取更高的利润。副总督在暴乱中被杀。
1965年，一百人聚集在波士顿公园，抗议越南战争。第二次抗议发生在1969年10月15日，有10万人参加。
今天，波士顿公园有多种用途，如演唱会，抗议，垒球，滑冰（在蛙池）。馬丁·路德·金恩和若望保禄二世曾在此演讲。1967年8月31日，朱迪·加兰在此举办了她最大规模的演唱会（100,000人）。
1987年，波士顿公园被宣布为美国国家历史地标。
2007年8月27日，两名青少年在波士顿公园被枪杀。其中一颗子弹击中附近的马萨诸塞州议会大厦。此后实行严格的宵禁，又遭到无家可归者的抗议。
2017年，言论自由游行和反川普游行在此举行。
波士顿公园是波士顿自由之路的南端起点。

## 图片

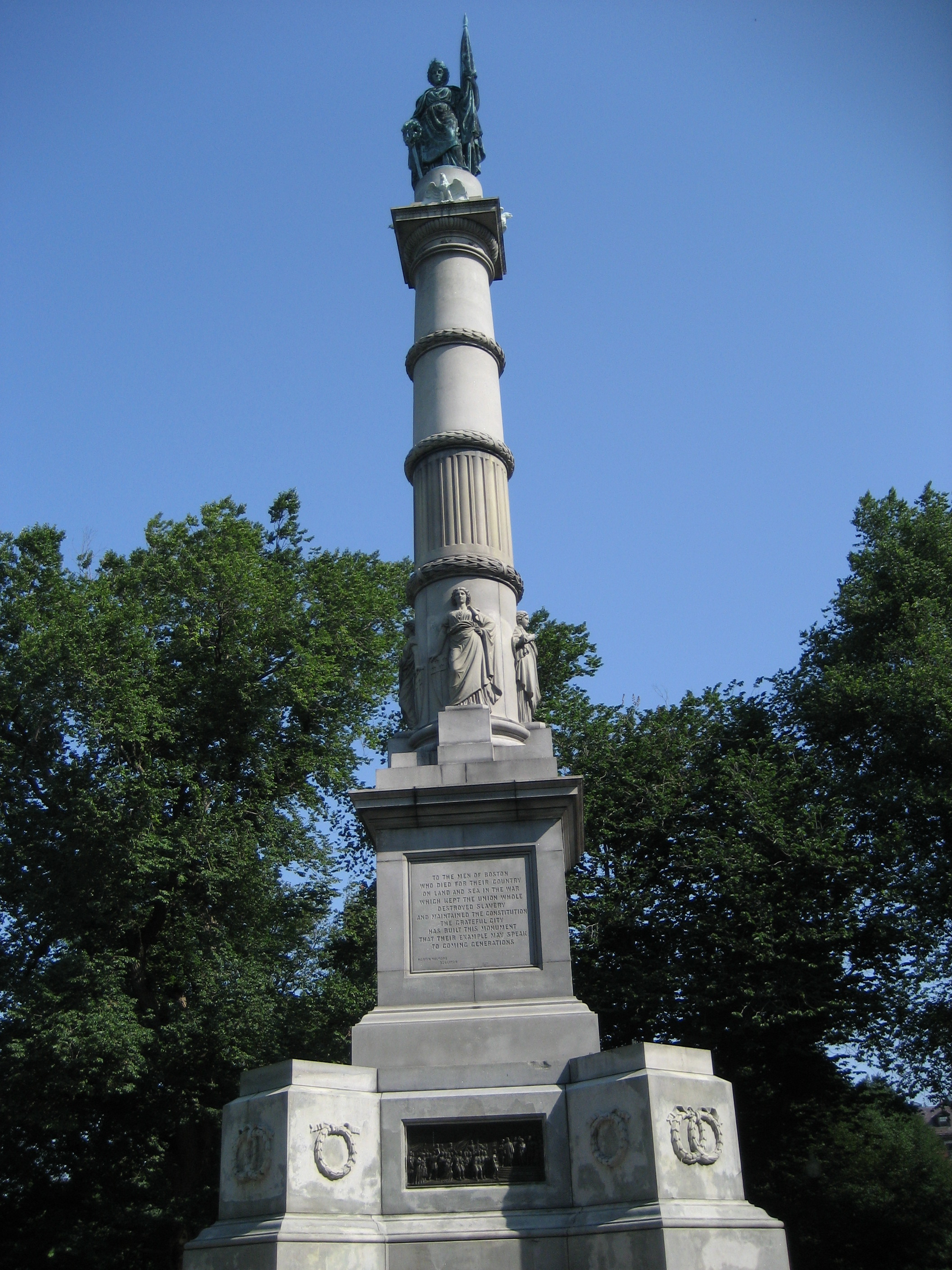
士兵和水手纪念碑
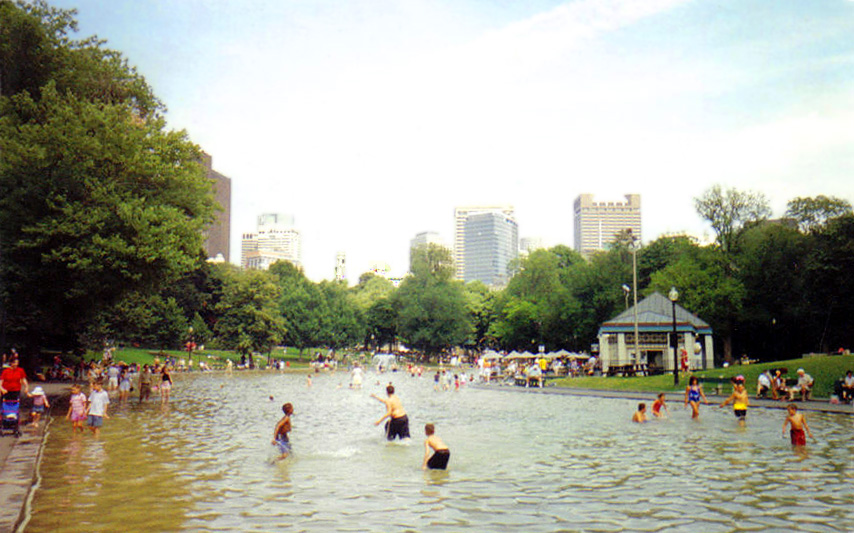
蛙池